# Mary Elizabeth Barber
Mary Elizabeth Barber (South Newton, 5 gennaio 1818 – Pietermaritzburg, 4 settembre 1899) è stata una naturalista, entomologa e botanica britannica, pionieristica scienziata dilettante di origine inglese del XIX secolo.
Pur senza aver ricevuto un'istruzione formale, si affermò nelle branche della botanica, dell'ornitologia e dell'entomologia. Fu anche un'abile poetessa e pittrice, illustrando i suoi contributi scientifici che vennero pubblicati da società come la Royal Entomological Society di Londra, il Royal Botanical Gardens di Kew e la Linnean Society di Londra.

## Biografia

### I primi anni
Barber nacque Mary Elizabeth Bowker a South Newton, nel Wiltshire, il 5 gennaio 1818. Era la nona di undici figli e la prima figlia di Miles e Anna Maria Bowker di Gateshead, Northumberland. Suo padre era un allevatore di pecore moderatamente benestante, proprietario di una propria attività di lavorazione della lana. Nel 1820 trasferì la sua famiglia nell'allora Colonia del Capo, parte del futuro Sudafrica, insieme ad altri coloni britannici che volevano approfittare dell'offerta del governo sudafricano di 100 acri di terra per ogni uomo di età superiore ai 18 anni. La famiglia Bowker ricevette un terreno ad Albany, vicino a Grahamstown. Qui Bowker istituì una scuola per i suoi figli e per quelli di questi lavoratori, e la sua affinità per la storia naturale influenzò profondamente le lezioni ricevute dai bambini.
Mary e i suoi fratelli condividevano l'amore per la storia naturale, ma fu la pubblicazione nel 1838 del libro The genera of South African plants, arranged according to the Natural System del botanico irlandese William Henry Harvey a indurre una svolta alla sua vita. Affascinata dai capitoli sulla struttura delle piante e sul sistema di classificazione linneano, rispose alla richiesta di esemplari da parte dell'autore per iniziare a documentare la flora del Capo. La sua continua corrispondenza con Harvey ebbe luogo in un periodo in cui non era generalmente accettato che le donne si impegnassero in discussioni scientifiche, così da decidere, inizialmente, di non rivelare di essere una donna. In questo senso godette di una libertà senza precedenti, in parte perché si era liberata dalla cultura vittoriana relativamente vincolante del suo Paese d'origine, ma anche grazie all'incoraggiamento del padre e agli ideali previttoriani (georgiani) generalmente rilassati che portava con sé da un'epoca in cui le donne godevano di una maggiore libertà intellettuale. Divenne uno dei principali fornitori di Harvey di piante provenienti dal Sudafrica e lo assistette anche nella denominazione e nella classificazione di numerose specie. Nel corso di una corrispondenza quasi trentennale, inviò ad Harvey circa 1 000 specie con note su ciascuna di esse. Instaurò inoltre una corrispondenza con il botanico britannico Joseph Dalton Hooker.
Nel 1842 sposò Frederick William Barber, un chimico analitico che aveva fondato una fattoria in Sudafrica, dal cui matrimonio nacquero due figli e una figlia. Barber era la nonna dello scultore Ivan Mitford-Barberton.

### Contributi alla scienza

#### Botanica

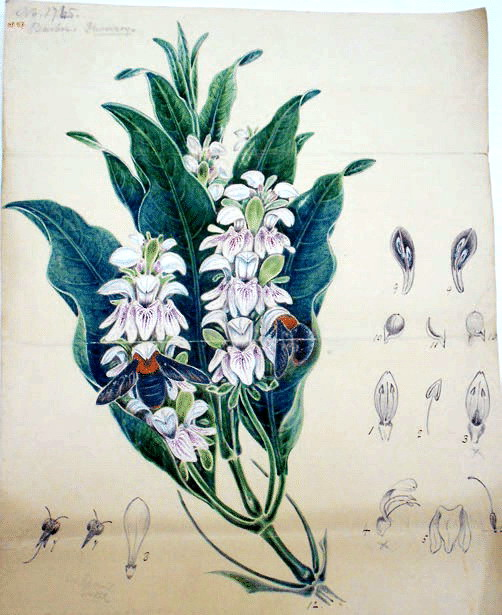
Tavola disegnata da Barber raffigurante una Duvernoia adhatodoides.

Barber contribuì in modo sostanziale alla scienza botanica dell'epoca attraverso le sue collezioni e osservazioni scientifiche della flora e della fauna sudafricane. Questo ha portato alla scoperta di diverse specie di piante che prendono il nome da lei. Lei e suo fratello minore, il naturalista James Henry Bowker, inviarono molte specie di piante precedentemente sconosciute all'erbario del Trinity College di Dublino e al Royal Botanic Gardens di Kew.
La specie Aloidendron barberae fu scoperta per la prima volta da Barber, che stava raccogliendo piante nell'ex Transkei del Sudafrica. Inviò esemplari della pianta e dei suoi fiori al Royal Botanic Gardens di Kew, dove nel 1874 William Turner Thiselton-Dyer (1843–1928) le diede l'epiteto specifico in suo onore. Inoltre, scoprì la Lotononis harveyi B.-E.van Wyk che prese il suo nome.

#### Entomologia

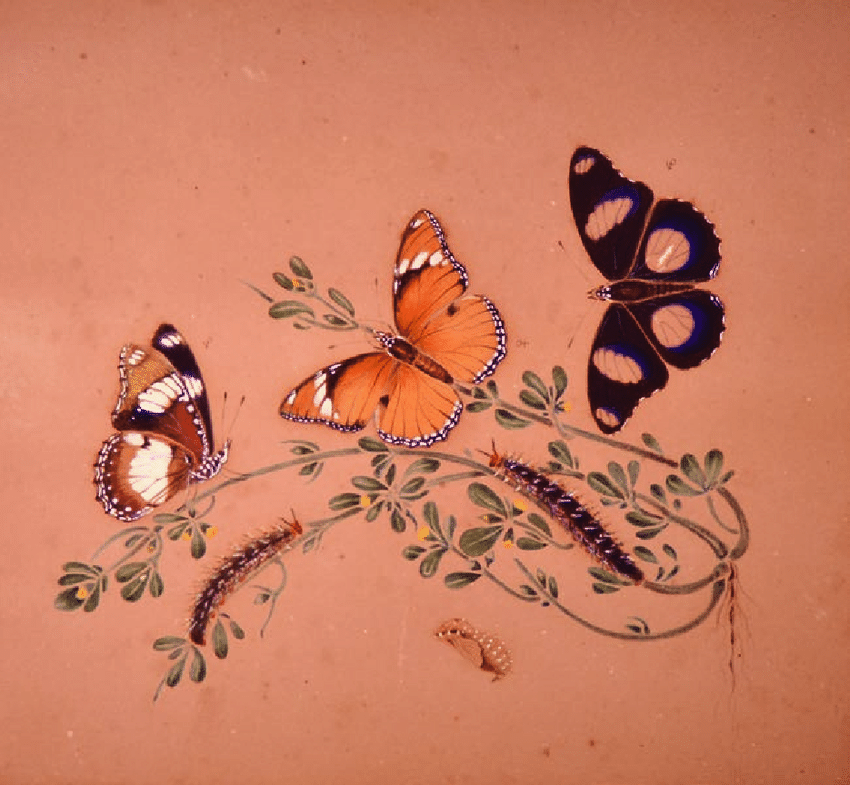
Ciclo vitale di una farfalla Hypolimnas misippus.

Barber sviluppò un interesse per l'entomologia mentre il marito era impegnato nella guerriglia in corso tra i coloni e i nativi africani. Insieme al fratello James Henry iniziò a documentare falene e farfalle africane e nel 1863 contattò l'entomologo Roland Trimen (1840-1916) per condividere le sue scoperte. Alcune fonti sostengono che le sue osservazioni abbiano contribuito alle riflessioni di Charles Darwin sul ruolo delle falene nell'impollinazione delle orchidee. Fu lo stesso Trimen, nel 1863, a presentare la collega a Darwin. Barber scambiò lettere e osservazioni con Darwin e altri gentiluomini-naturalisti della sua rete scientifica. La sua influenza sul lavoro di Darwin fu comunicata indirettamente, tramite Trimen. Nel 1865, Mary dichiarò che avrebbe scritto lei stessa a Darwin a proposito del suo articolo The locusts and the locust birds, tuttavia non se n'è trovato traccia, nonostante Darwin stesso fosse un meticoloso archivista della sua corrispondenza. In altre lettere, Barber sembrò concordare con la teoria della selezione naturale di Darwin, citando come prova il predominio dei coloni europei nella Colonia del Capo.

#### Società scientifiche
I contributi di Barber alla scienza furono premiati nel 1878 con l'invito a diventare membro della South African Philosophical Society, un privilegio inusuale per l'epoca. La Linnean Society di Londra non accolse le donne come membri fino al 1905, sottolineando la natura progressista di questa società sudafricana e l'impatto che Barber aveva avuto sulla sua disciplina. La sua risposta a questo invito riassume gli atteggiamenti dell'epoca:
()
Barber entrò a far parte della South African Philosophical Society il 26 giugno 1878. Il suo articolo sui colori peculiari degli animali in relazione alle loro abitudini di vita fu pubblicato nel corso dello stesso anno. Questo fu scritto in risposta a un articolo di Alfred Russel Wallace in cui si discuteva la teoria di Darwin sulla scelta femminile nella selezione sessuale. Barber si rendeva perfettamente conto (e aveva le osservazioni per dimostrarlo) che le femmine scelgono i maschi in base ai loro fenotipi: corteggiamenti vistosi, piumaggio lucido.
Divenne il primo membro donna dell'Ornithologischer Verein di Vienna, la principale società ornitologica austriaca, e, per effetto dell'allora recente costituzione dell'Impero austro-ungarico diversi suoi lavori furono tradotti in ungherese.

### Gli ultimi anni
Alla fine Barber ottenne abbastanza denaro per finanziare un viaggio in Europa nel 1889, dove visitò per la prima volta il Royal Botanic Gardens di Kew e fece visita ad amici scienziati in tutta Europa. Morì a Pietermaritzburg nel 1899.
| M.E.Barber è l'abbreviazione standard utilizzata per le piante descritte da Mary Elizabeth Barber. Consulta l'elenco delle piante assegnate a questo autore dall'IPNI. |

| M.E. Barber è l'abbreviazione standard utilizzata per le specie animali descritte da Mary Elizabeth Barber. Categoria:Taxa classificati da Mary Elizabeth Barber |